# Emil Alm
Johan Emil Alm, (Boden 18 de octubre de 1878 – parroquia de Kungsholms, Estocolmo el 21 de julio de 1963), fue un ingeniero eléctrico sueco.

## Biografía
Alm obtuvo su diploma de bachillerato en Luleå en 1897 y se graduó en 1902 en la división de electrotecnia del Real Instituto de Tecnología. Trabajó en Asea en Västerås entre 1903 y 1910, fue ingeniero de la oficina en la Compañía Eléctrica de Estocolmo de 1910 a 1917, asistente en electrotecnia teórica en el Real Instituto de Tecnología de 1911 a 1913, profesor interino de electromáquinas en 1916 y profesor titular en esta materia en 1917.
Además de su carrera docente, Alm ejerció una significativa actividad como consultor. Fue miembro del comité para la electrificación de los Ferrocarriles del Estado Sueco en 1919-1920, asesor en la designación de cátedras de electromáquinas en la Universidad Tecnológica Chalmers y en la Escuela Técnica Superior de Noruega, inspector de exámenes en las escuelas técnicas secundarias desde 1925 y miembro del comité para el instituto de investigación de alta tensión en 1932. Fue elegido miembro de la Real Academia de Ciencias de la Ingeniería en 1928.
Alm publicó un considerable número de artículos teóricos y teórico-prácticos notables sobre electromáquinas en revistas suecas y extranjeras, entre los que se destacan "Några synpunkter vid beräkning af transformatorer", "Kortslutningskraften vid växelströmstransformatorer" y "Protection of Transmission Systems". También publicó "Kommuteringen hos likströmsmaskiner" (en "Biblioteca Técnica" XXXI, 1921) y "Elektromaskinlära" (I, 1926; IIA, 1927; IIB, 1931).
Emil Alm está enterrado en el Cementerio del Norte, a las afueras de Estocolmo.